# Las Delgadas
Las Delgadas es una localidad española perteneciente al municipio de Zalamea la Real, en la provincia de Huelva (Andalucía). En 2021 poseía una población de 24 habitantes y se encontraba situada a unos siete kilómetros del núcleo Zalamea. En sus cercanías se encuentran ubicados el complejo ferroviario de Zarandas y el antiguo polo minero-industrial de Riotinto.

## Historia

### Prehistoria
En el término de Zalamea la Real se han encontrado vestigios de origen religioso del tercer milenio antes de Cristo. En Zalamea y sus aldeas se localizan numerosos sepulcros megalíticos y casi un 40% de los dólmenes descubiertos en la provincia de Huelva están ubicados en el antiguo término municipal de Zalamea que incluía Nerva, Ríotinto y El Campillo, los cuales se segregaron durante el siglo XIX y principios del XX. En un principio las construcciones megalíticas estaban formadas por varias cámaras y enormes ortostatos aunque con el tiempo fueron dando paso a construcciones más pequeñas y modestas.
Al finalizar el segundo milenio, la región fue afectada por la visita de comerciantes procedentes del Mediterráneo oriental, que van a traer nuevas y más perfeccionadas técnicas de extracción del mineral. 

### Edad Antigua
Durante el primer milenio ANE la región pasó con alternancia de mano en mano entre los íberos ileates y los celtas cempsos. Los restos celtas más significativos fueron encontrados en el antiguo Cerro Salomón de las Minas de Riotinto y que actualmente se exponen en el Museo Minero de Riotinto.
Zalamea, la antigua Corina romana, poseyó algunos monumentos de la época, pero Urium (actual Riotinto) fue la población que albergó a millares de mineros asalariados y esclavos. Durante la historia se han perpetuado lugares sagrados a través de los siglos, incluso con el cambio de creencia, por eso se cree que la iglesia parroquial de Zalamea, la ermita de San Blas y la antigua ermita de Santa Marina de El Villar se erigieron sobre templos romanos, pues en estos lugares se conservan sillares y materiales arquitectónicos propios de construcciones más nobles y atribuibles a una población hispanorromana.

### Edad Media
La zona de Zalamea y Riotinto interrumpe su actividad minera por el déficit de madera para la fundición y, también, por falta de demanda de minerales. Se inicia la penumbra cultural propia del siglo V en toda la comarca.
Urium quedó arruinada en poco tiempo; Corina también sufrió la paralización de las labores mineras y su población se diseminó por el término para explotar nuevas tierras de cultivo, siguiendo un proceso de ruralización total que se da en toda Europa occidental. Esta ruralización da lugar al nacimiento de las posteriores aldeas de la zona.
Tras la conquista del término por portugueses y leoneses. la villa pasó a manos del Arzobispo de Sevilla durante trescientos años.

### SigloXVIII
Se sabe que en este tiempo Zalamea era cabeza de vicaría de toda la zona, incluyendo lugares que no pertenecían a su término. El vicario, residente en la villa, era designado directamente por el Arzobispo de Sevilla. El cura de Las Delgadas atendía a las necesidades espirituales de los vecinos de Corralejo, Montesorromero y la desaparecida Piedesierra.
Era patrona de Zalamea Nuestra Señora de la Asunción. Por el contrario, El Buitrón estaba bajo la advocación de Santa María de Jesús, El Villar bajo la Ascensión (siendo Santa Marina venerada en su primitiva ermita) y Las Delgadas lo era de Nuestra Señora de los Dolores.

### Siglos XIX a XXI
La aldea de Las Delgadas al igual que toda la comarca aportó un gran número de soldados que perecieron en la guerra de Cuba. Esto se debió a que sólo iban a la guerra aquellos que no podían pagar una alta suma de dinero al Reino, y por estas tierras la pobreza abundaba. En el siglo XX sufrió la devastación de la Guerra Civil y la masiva emigración de habitantes.